# قصر العلم
قصر العلم أو القصر السلطاني بمسقط؛ هو قصر يقع في مسقط ( عُمان). وهو الإقامة المرموقة للسلطان هيثم بن طارق الذي لا يعيش فيه، ولكنه يستقبل فيه عموما ضيوفه.و قد شهد
القصر أكبر عملية صيانة في عهد السلطان قابوس بن سعيد.

## تاريخ
كان القصر يُعرف سابقاً باسم "بيت العلم"، ويعود تاريخه إلى فترة ما قبل السبعين إذ عاش فيه السلطان سعيد بن تيمور، ثم أُعيد بناؤه في عام 1972، بعد عامين من تولي السلطان قابوس بن سعيد بن تيمور البو سعيدي مقاليد السلطة، فقدأمر السلطان بإجراء عملية صيانة كبرى على القصر.

## مواصفات القصر
يتميز القصر بتصميم فريد وواجهة مميزة ذات أعمدة مغطاة بحجر الفسيفساء باللونين الأزرق والذهبي، كما توجد حديقة واسعة مغطاة بالأشجار والزهور في منتصف القصر، كما يحيط بالقصر قلعتي الجلالي والميراني الشهيرتان في محافظة مسقط.

## معرض صور

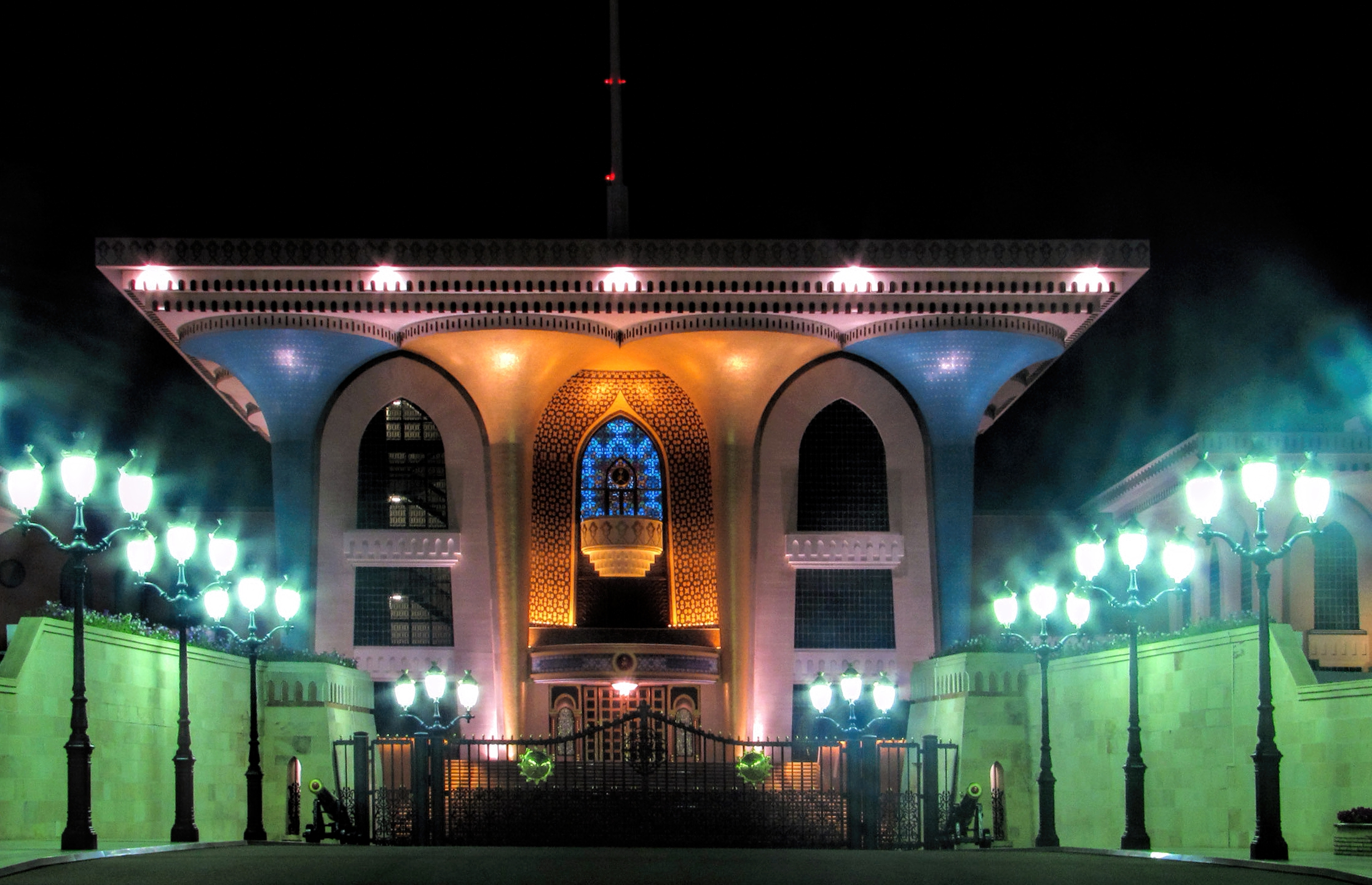
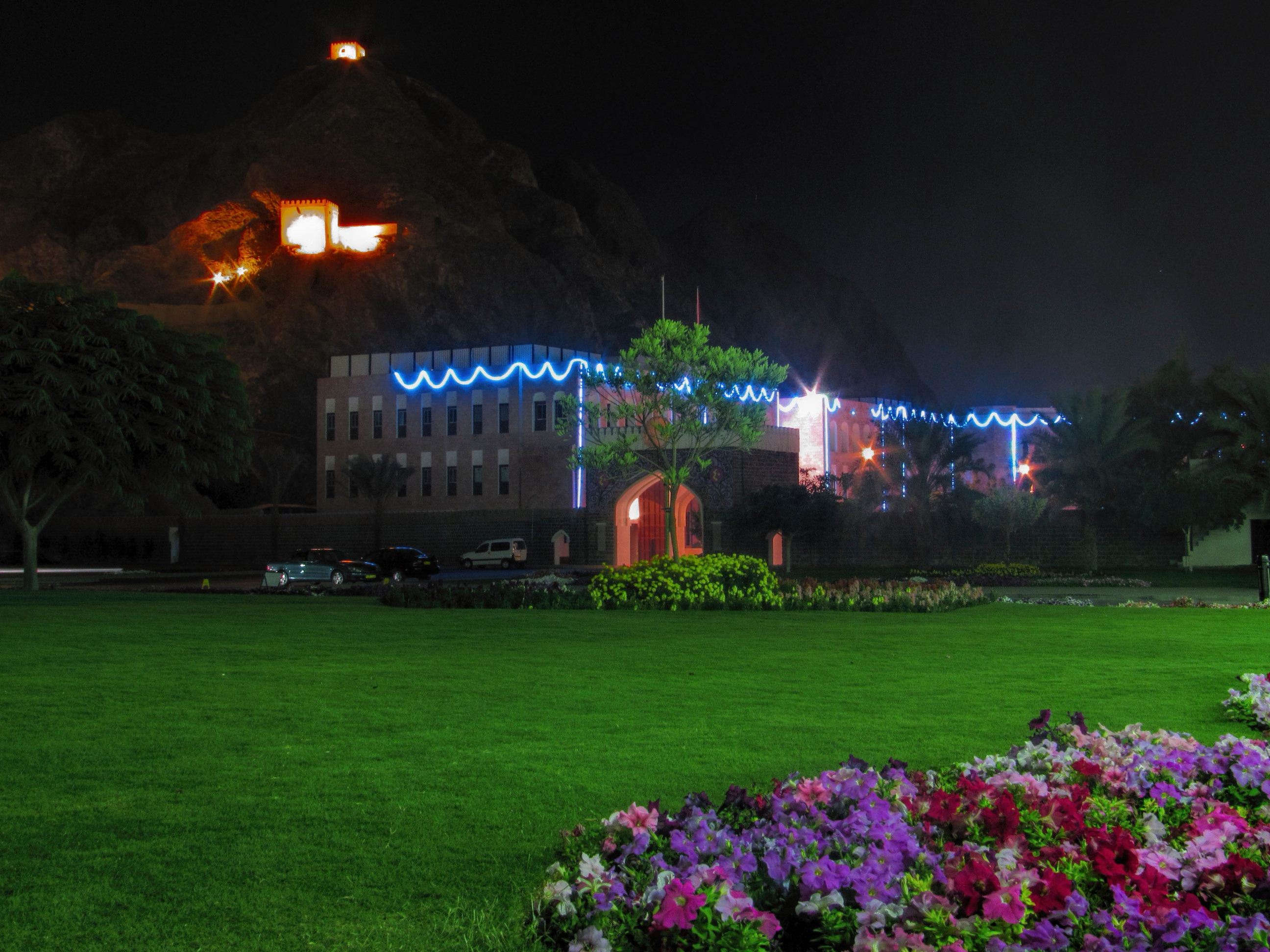
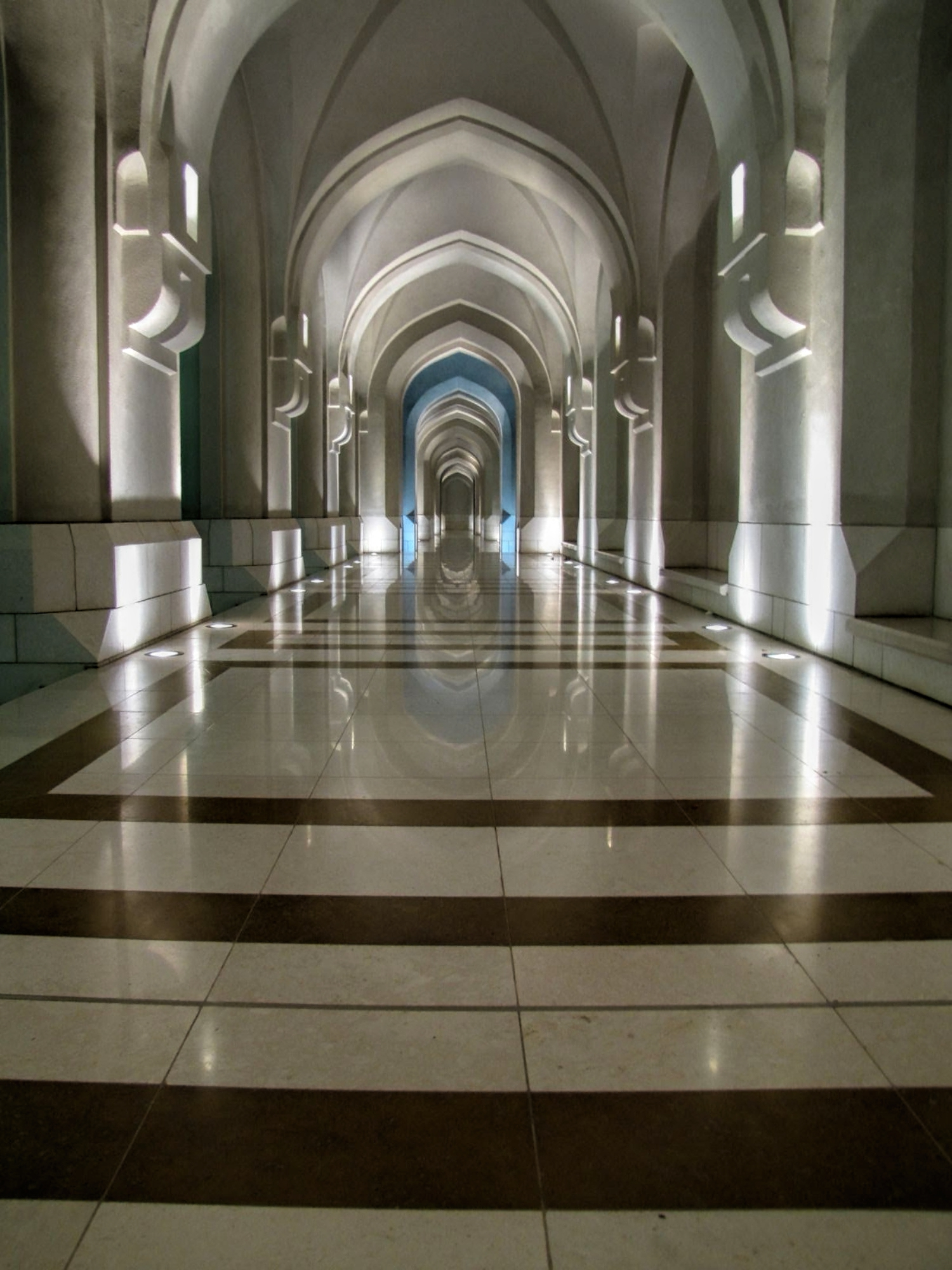